# Prado del Rey (rete tranviaria di Madrid)
Prado del Rey è una stazione della linea ML2 della rete tranviaria di Madrid.
Si trova presso nell'omonimo quartiere del comune di Pozuelo de Alarcón, vicino agli studi di RTVE.

## Storia
È stata inaugurata il 27 luglio 2007 insieme al primo tratto della linea.